# محمد شاهو
محمد شاهو (بالألبانية: Mehmet Shehu) (أو محمد شايخو) (ت. 1402 / 1981 م) رئيس وزراء ألبانيا.
كان عضوا في اللجنة المركزية للحزب الشيوعي منذ 1948 م، ورئيسا للوزراء منذ 1954 م. مات منتحرا.

## روابط خارجية
- محمد شاهو على موقع الموسوعة البريطانية (الإنجليزية)
- محمد شاهو على موقع مونزينجر (الألمانية)